# Onthophagus gratus
Onthophagus gratus är en skalbaggsart som beskrevs av Gilbert John Arrow 1931. Onthophagus gratus ingår i släktet Onthophagus och familjen bladhorningar. Inga underarter finns listade i Catalogue of Life.